# 斐济工党
斐济工党（英語：Fiji Labour Party，缩写为FLP）是斐济的一个社会民主主义政党。该党的支持者主要是印度裔斐济人，虽然名义上该党吸收成员不分族群，且首任领袖蒂莫西·巴万德拉是斐济原住民。
该党曾两度执政，蒂莫西·巴万德拉和马亨德拉·乔杜里分别于1987年和1999年出任总理。这两届政府都很快被政变推翻。